# Basilia madagascarensis
Basilia madagascarensis är en tvåvingeart som beskrevs av Theodor 1957. Basilia madagascarensis ingår i släktet Basilia och familjen lusflugor.
Artens utbredningsområde är Madagaskar. Inga underarter finns listade i Catalogue of Life.